# Kèn bầu

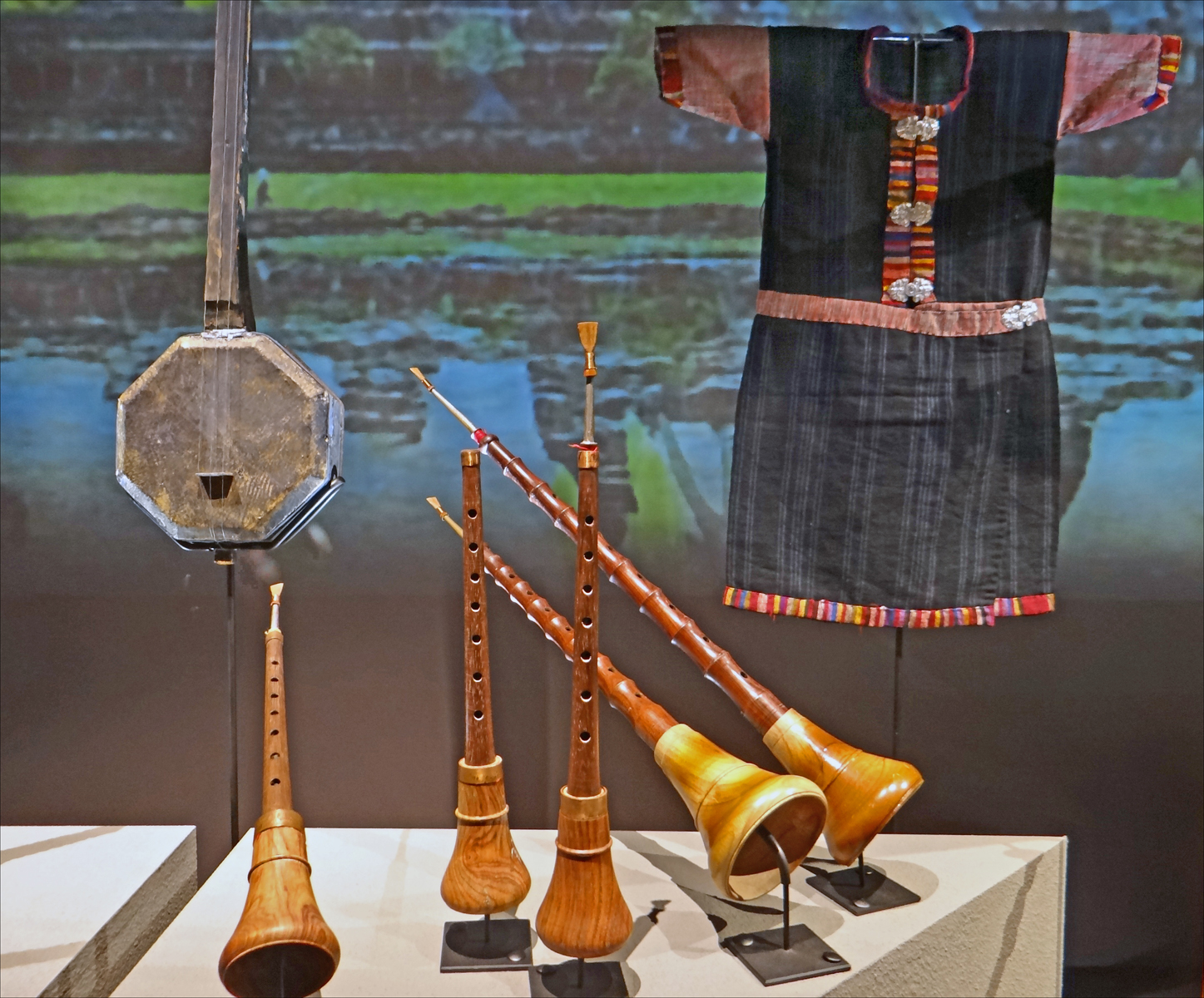
Kèn bầu toả nột của dân tộc Choang, Trung Quốc

Kèn bầu là nhạc khí hơi, sử dụng dăm kép (còn gọi là Kèn già nam, Kèn loa, Kèn bóp, Kèn bát). Kèn Bầu là nhạc khí hơi dăm kép rất phổ biến trên toàn thế giới, đồng thời một số nước khác ở Châu Âu hay Châu Á (trừ Nhật Bản và Lào) cũng có. Kèn Bầu được nhập vào Việt Nam và trở thành nhạc khí của các dân tộc Việt Nam như Tày, Chăm. Nó là nhạc cụ do nam giới sử dụng trong việc đón khách, đám cưới, đám tang, trong hội hè của các dân tộc thiểu số và là thành phần quan trọng nghệ thuật nhã nhạc cung đình Huế và chầu văn của người Kinh. Người ta thường diễn tấu nhạc cụ này với trống, chũm choẹ và chuông, đôi khi kết hợp với thanh la.

## Lịch sử

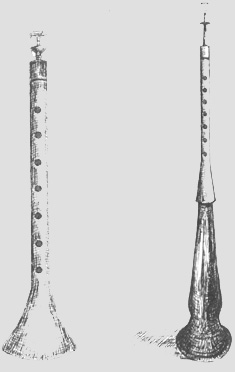
Kèn bầu sorna của Ả Rập

Lịch sử của kèn bầu bắt nguồn từ triều đại Achaemenid (550-330 trước Công nguyên), nó gọi là kèn sorna (sornā) Sarnā (tiếng Ba Tư:سورنا, سُرنا sornā, hay سورنای, سُرنای sornāy, hoặc Surna and Zurna) 
của người Ba Tư và được sử dụng để chơi vào cuối ngày từ cổng thành phố hoặc từ tòa nhà chính quyền địa phương. Phong tục này vẫn tồn tại ở Anh cho đến thế kỷ 19, thị trấn chờ chơi khăn choàng để đánh dấu giờ. Nhạc cụ chủ yếu được chơi ngoài trời trong âm nhạc khu vực của Iran trong các nghi lễ lễ hội (nhà thơ Ba Tư Molana Rumi đã đề cập đến sorna và dohol trong những bài thơ của ông).
Achaemenid sorna là một nhạc cụ lớn như kèn, nhưng trong những ngày sau đó đã giảm kích thước và trở nên giống như (Ô-boa), hoặc dozale (oboe kép), được đặc trưng bởi thân gỗ có hình dạng đơn giản, với một rung chuông nặng nề. Trước đây được phân loại là một cây kèn, nhưng đây là một ý tưởng sai lầm dựa trên tiếng chuông của ô-boa và phôi tự do thường tạo ra sự tương đồng bề ngoài với một chiếc kèn đồng, đặc biệt là nếu oboe được trang bị như rất nhiều vòng.
Theo Shahnameh, chính vua Jamshid đã nghĩ ra Sornā. Ngoại trừ các bằng chứng văn học, còn có một số đồ tạo tác từ đế quốc Sasan (224-651 CE), mô tả Sorna, một nhạc khí hình phễu bằng bạc như vậy, hiện đang ở Bảo tàng Hermitage.
Cây zurna được làm từ gỗ mọc chậm và cứng của cây ăn quả như mận hoặc quả mơ (Prunus armeniaca). Có một số loại zurna khác nhau. Loại dài nhất (và thấp nhất) là kaba zurna, được sử dụng ở phía tây Thổ Nhĩ Kỳ và Bulgaria, loại ngắn nhất (và cao nhất), có thể làm bằng xương, là loại zurna được chơi ở Messolonghi và các làng khác của vùng Aetolia-Acarnania ở Hy Lạp.
Zurna, họ hàng của sorna và là kèn bầu dăm của Thổ Nhĩ Kỳ, được tìm thấy ở hầu hết mọi nơi mà cây sậy thông thường mọc lên vì nó sử dụng một cây sậy hình trụ ngắn được buộc vào một ống đồng hình nón ở một đầu, dẹt vào một khe hẹp ở đầu kia làm nguồn âm thanh.
Nó đòi hỏi áp lực cao để đưa ra bất kỳ giai điệu nào và khi thực hiện, nó gần như liên tục to, cao, sắc nét và xuyên thấu. Nhu cầu về áp suất cao làm cho nó phù hợp để chơi mà không ngừng sử dụng nhịp thở tròn. Một đĩa kiểu núm vú nhỏ mà môi có thể dựa vào giúp cơ môi giữ không khí áp suất cao, nghỉ ngơi và phục hồi trong các buổi chơi dài không ngừng nghỉ.
Sự kết hợp giữa âm lượng không đổi và không ngừng chơi khiến zurna không phù hợp lắm để nhấn mạnh nhịp điệu. Do đó, nó đã được chơi gần như bất biến cùng với những chiếc trống lớn vừa cung cấp nhịp điệu và tần số thấp hơn ở xa hơn âm thanh cao lớn của Zurnas.
Nó có một lỗ hình trụ, và một chiếc chuông mở ra theo đường cong parabol, do đó thích nghi để phản xạ âm thanh thẳng về phía trước. Bởi vì âm thanh to và có tính định hướng cao cũng như tiếng đệm của trống lớn, nó đã được chơi ngoài trời trong lịch sử, trong các sự kiện lễ hội như đám cưới và lễ kỷ niệm công cộng. Nó cũng đã được sử dụng để thu thập đám đông để đưa ra thông báo chính thức. Việc sử dụng zurna như một biểu tượng của quyền lực cai trị, sau này được phát triển cho các ban nhạc Janissary, và cuối cùng là âm nhạc quân đội. Bảy lỗ ở mặt trước và một lỗ ngón tay cái, cung cấp một phạm vi trên một quãng tám bao gồm một số chuyển vị.
Kèn sorna của Ba Tư được du nhập tới Ấn Độ với tên gọi shehnai
Shehnai cũng được gọi là ô-boa Ấn Độ. Nó có thể đã phát triển kể từ Nay Ba Tư. Có những đại diện của Nay trên các ngôi mộ Ai Cập có niên đại từ 3000 trước Công nguyên, ở Ấn Độ, Shehnai là một trong chín công cụ gắn liền với các tòa án của hoàng gia.
Nó được gọi là Mangal Vadya, dịch là "công cụ cho phép." Âm thanh cho phép Shehnai là lý do tại sao nó được liên kết với các nghi lễ tôn giáo. Ngày nay, Shehnai vẫn đang chơi trong các ngôi đền. Điều kiện này đã thực hiện một công cụ cần thiết trong các đám cưới và lễ hội Ấn Độ ở phía bắc. Từ đó 2 loại kèn dăm của các quốc gia đạo Hồi này cũng được dùng để biểu diễn văn nghệ đường phố với trò thôi miên rắn - một trò tiêu khiển vô cùng nguy hiểm nhưng cũng đem lại lợi nhuận. Tục thôi miên rắn này được truyền dạy cho hầu hết các trẻ em cư dân Hồi giáo từ năm 2 tuổi.
Thông thường, những người đàn ông khi tiến hành nghi lễ này họ để những con rắn vào trong những chiếc giỏ nhỏ hình tròn được kết bằng mây đan. Họ coi con rắn giống như vật thần thánh của mình và bắt đầu tiến hành thổi cho chúng nghe tiếng kèn. (Có thể dẫn chứng này được công nhận trong sử thi Nghìn lẻ một đêm). Để được coi là thành công và có khả năng điều khiển con rắn biểu hiện rõ rệt nhất đó là những con rắn phải lắc lư theo tiếng khèn của người thổi.
Trong tự nhiên, hầu hết các loài rắn đều khá nhút nhát và chúng tấn công giống như một bản năng để bảo vệ chính mình.
Tục thôi miên rắn được thực hiện dựa trên nhiều yếu tố rất khắt khe như cách ngồi tạo khoảng cách với con rắn như thế nào cho phù hợp. Những kinh nghiệm này được truyền dạy từ đời này qua đời khác và mỗi người đều có nghệ thuật thôi miên riêng để không bị những chú rắn độc đó tấn công.
Một số ý kiến cho rằng thôi miên rắn tức là phương pháp gây nghiện cho rắn nhưng nó thường rất hiếm.
Kèn sorna của Ba Tư và shehnai [Ấn Độ thông qua Con đường tơ lụa, đến với người dân Trung Quốc với tên gọi kèn toả nột (giản thể: 唢呐, Bính âm: suǒnà; phồn thể: 嗩吶), còn được gọi là hải địch (海笛, bính âm:hǎidí) có từ thời Tấn (265-420), có một sự đồng thuận rằng kèn bầu toả nột đến từ nguồn gốc bên ngoài lãnh thổ của các triều đại Trung Quốc cổ đại, có thể đã được phát triển từ các loại kèn dăm Trung Á, từ đó tên tiếng Trung của nó có thể được bắt nguồn từ đó. Các nguồn khác nói rõ nguồn gốc của kèn toả nột là từ Ả Rập, hoặc Ấn Độ. Các loại kèn shawm của Châu Âu cũng bắt nguồn từ nhạc cụ cổ xưa này. Một nhạc sĩ chơi một nhạc cụ rất giống với kèn bầu tỏa nột được thể hiện trên bản vẽ trên tượng đài tôn giáo Con đường tơ lụa ở phía tây tỉnh Tân Cương có niên đại từ thế kỷ thứ 3 đến thế kỷ thứ 5, và các mô tả có từ thời kỳ này được tìm thấy ở Sơn Đông và các vùng khác ở phía bắc Trung Quốc mô tả nó được chơi trong đám rước quân sự, đôi khi trên lưng ngựa. Nó không được đề cập đến trong văn học Trung Quốc cho đến thời nhà Minh (1368 - 1644), nhưng đến thời điểm này, tỏa nột đã được thiết lập ở miền bắc Trung Quốc.

## Tên gọi ở Việt Nam
Do kèn bầu là nhạc cụ phổ biến nên tên gọi của nó rất đa dạng theo vùng miền. Người Giáy gọi kèn bầu là "Pí lè". Người Dao gọi Pí lè là Dặc, người Chăm gọi là Kèn Saranai, một số dân tộc khác gọi là Pí kẻo hay Pí kiểu. Một số nhạc sĩ người Việt gọi nhạc cụ này là kèn Tàu.

## Một số loại kèn bầu khác trên thế giới

### Hne (Miến Điện)

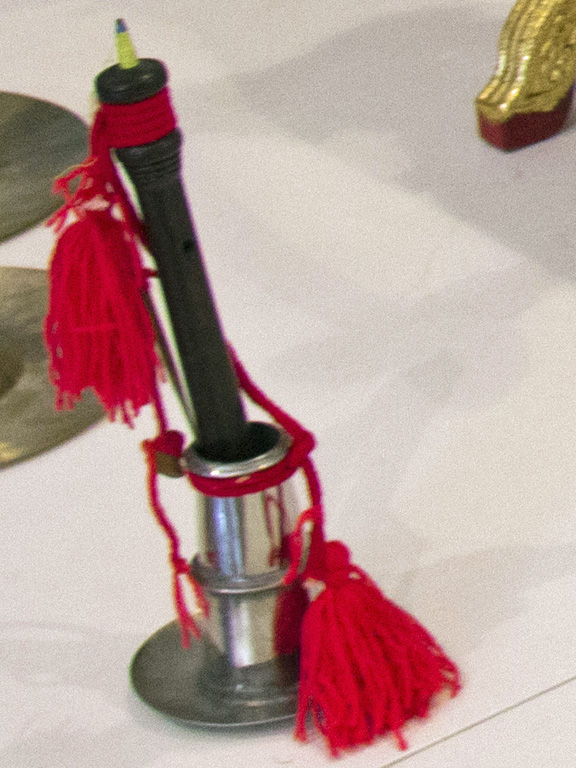
Kèn hne

Hne (tiếng Miến Điện: နှဲ) có một cây sextuple (được gọi là hnegan), được làm từ lá non của cây cọ non, được ngâm trong sáu tháng. Thân của hne được làm bằng gỗ, với một lỗ hình nón và bảy lỗ ngón tay ở phía trước, đặt theo một đường thẳng, với một cái chuông (ချူ, chu) được treo ở trên cùng. Nó có một chiếc chuông kim loại sáng loáng và có âm thanh lớn, và được sử dụng trong một bản hòa tấu cùng với mộc cầm, chiêng được điều chỉnh và trống được điều chỉnh. Có hai dạng riêng biệt: dạng nhỏ hơn được gọi là hne galay (နှဲ ကလေး) trong khi dạng lớn hơn được gọi là hne gyi (နှဲကြီး). Cái trước được sử dụng cho các bài hát trong khóa thông thường của thang chính diatonic, trong khi cái sau được sử dụng cho các bài hát theo phong cách lớn ở chế độ subdominant. Hne thường dùng trong nhạc cung đình, hoà tấu dân ca và múa rối.

### Pí mon (Thái Lan)

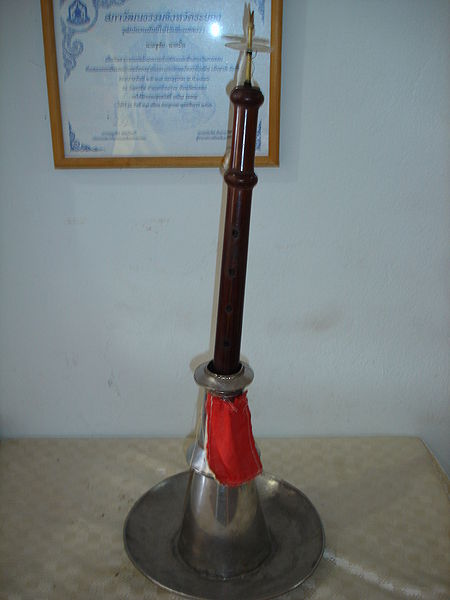
Kèn pí-mon (Pi mon) ở một bảo tàng dân tộc ở Thái Lan

Pí mon  (tiếng Thái: ปี่ สอง) là kèn bầu của Thái Lan, như pí choa nhưng lớn hơn. Lao-pí (เลาปี่, thân của pí) được làm từ gỗ. Lamphoong (ลำโพง, miệng của pí) được làm từ kim loại. Các pí mon thường được chơi trong bản hòa tấu nhạc cung đình hoàng gia Thái và những bài dân ca Thái, kể cả múa mặt nạ Khon.

### Pí choa (Thái Lan)
Pí choa (ปี่ชวา) hay pí-xoỏng-thon (pi song thon ปี่ สอง ท่อน) là loại kèn bầu gỗ Thái Lan Các thành phần chính bao gồm:                     Laopi (thân kèn), làm bằng gỗ cứng hoặc ngà voi, dài khoảng 27 cm, có thể cắt, tạo hình, khoan, 7 lỗ, được sắp xếp theo vị trí giống như ống sáo.                    Loa kèn pí choa được làm bằng gỗ cứng hoặc ngà voi. Phổ biến để sử dụng cùng một chất liệu như Lao Pi Có thể tách rời khỏi vòng lặp một cách độc lập. Cuối loa hơi loe ra để khuếch đại âm thanh. Đầu thổi làm từ lá cọ khô, ráp 4 miếng mỏng lại với nhau và gắn vào một thanh kim loại nhỏ. (Gọi là móc buộc), được làm bằng đồng thau hoặc bạc, được gọi là "kamphuat". Từ một số bằng chứng, họ đã sử dụng pi chawa trong Krabuan Phayuhayattra (กระบวน พยุหยาตรา, hành quân) vào thời kỳ tiền Ayutthaya. Các pi chawa ngày nay được sử dụng chủ yếu trong các nghi thức tang lễ.

### Pí nài
Pí nài (ปี่ใน) Thái Lan được làm từ gỗ lim, dài khoảng 30 cm, được chia làm 3 đoạn ghép lại với nhau, có tất cả 8 lỗ và 1 chiếc lưỡi kèn (được làm từ lá thốt nốt khô). Dăm kèm có 1 đầu dẹp, một đầu tròn được cột chặt vào ống nối. Dăm kèn có vai trò quan trọng đặc biệt, nó không được quá khô cứng cũng như không được quá mềm mỏng. Dăm kèn phải đảm bảo được sự ngân vang từ đầu đến cuối không được cắt ngang khi chưa dứt bản nhạc. Thân kèn Có hình ống phình ở giữa và loe 2 đầu. Trên thân kèn được khoét các lỗ bấm để xác định cao độ. Ống nối được gắn vào thân bằng một loại sáp để đảm bảo không bị hở.
Lúc diễn tấu, người chơi đặt dăm kèn thẳng đứng cắt ngang lưỡi và thổi để tạo ra âm thanh. Kỹ thuật khó nhất khi diễn tấu pí nài là cách lấy hơi. Người chơi phải vừa thổi, vừa lấy hơi bằng mũi để làm sao tiếng kèn không bị ngắt khi chưa hết bản nhạc.
Trong quá trình diễn tấu, người chơi có thể áp dụng các kỹ thuật điều khiển lưỡi để tạo ra các âm thanh đặc biệt. Pí nài cùng với khèn bè, đàn ranat ek, đàn nhị saw u, saw duang,... trong dàn nhạc dân gian Hoàng gia pinphat.

### Sralai (Campuchia)

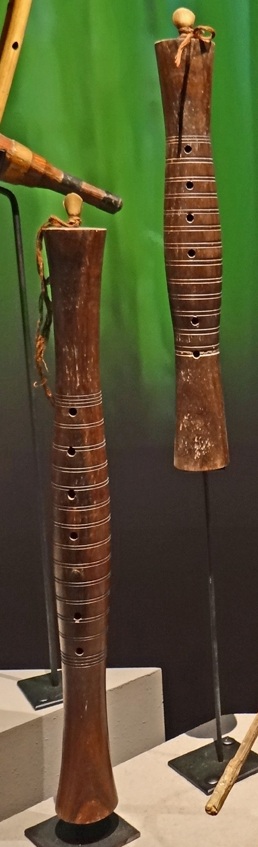
Hai cây kèn sralai chụp được trong một khu trưng bày hiện vật ở bảo tàng Phnom Penh

Sralai (tiếng Khmer: ស្រឡៃ) là kèn của người Campuchia thuộc họ hơi chi dǎm kép. Loa kèn thân tròn, hơi bầu ở giữa, loe ở đầu, dài khoảng 10 – 11 cm, làm bằng ngà voi, sừng trâu hoặc gỗ quí (trắc, cẩm lai). Thân kèn là một ống rỗng ruột làm bằng gỗ quý (lim xanh, mun), dài 20 – 21 cm lớn dần về phía tiếp giáp với loa kèn.
Thân kèn có 8 lỗ bấm,7 lỗ bấm trên cách đều nhau khoảng 2 cm (lỗ số 1 kể từ loa kèn trở xuống),1 lỗ bấm dưới (nằm giữa lỗ 6 và 7, sát phần tiếp giáp với cọc dǎm). Cọc dǎm dài 6 cm, làm bằng bạc hoặc đồng thau uốn thành hình tổ sâu. Phần lớn cắm vào thân kèn, phần nhỏ dùng để gắn dǎm kèn. Dǎm kèn (lưỡi gà) làm bằng lá nón hoặc lá buông.
Kèn Sralai có các âm: Đô – Mi – Fa – Sol – La – Si. Khi thổi kèn Xaranai/Saranai người thổi không được ngắt hơi. Để đạt được kỹ thuật này người ta ứng dụng cách luồn hơi (dùng một phần hơi nhỏ ở khoang miệng đẩy vào dǎm kèn, cùng lúc lấy hơi đằng mũi chứa đầy phổi). Kèn Xaranai có vai trò lớn trong dàn nhạc truyền thống của người Khmer vì âm thanh của kèn vang, khoẻ và thường đi giai điệu khi hòa tấu các bài dân ca hay hoà tấu nhạc cung đình và kịch mặt nạ dân gian Lkhon Khol Wat Svay Andet. Kèn sralai có nguồn gốc từ các loại kèn pí của Thái Lan, trong đó có pí-nài (tiếng Thái:ปี่ใน). Người Chăm ở Việt Nam có loại kèn tương tự gọi là saranai.

### Taepyeongso (Triều Tiênvà (Hàn Quốc)

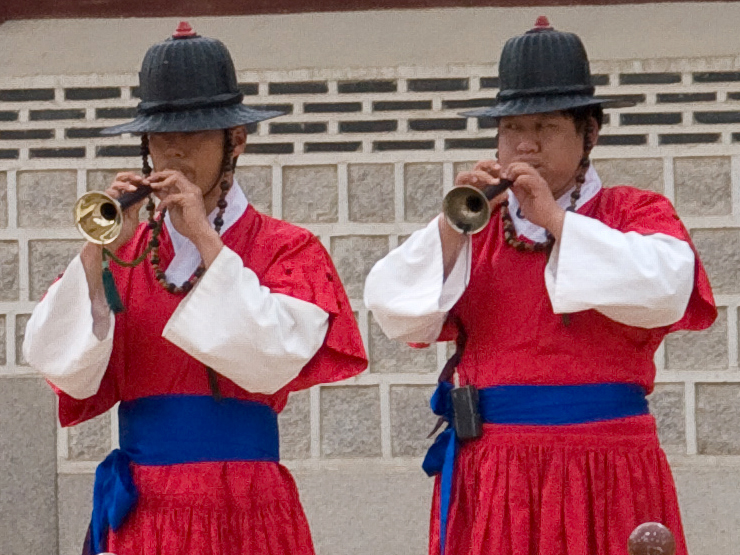
Kèn bầu taepyeongso được hai nhạc công Triều Tiên thổi tại một đám tang Hoàng gia

Trong âm nhạc truyền thống Hàn Quốc, Daechwita (대취타, Hán Việt: Đại xuý đả) là một khúc quân nhạc thường được chơi trên đường diễu hành của đoàn quan quân tháp tùng những chuyến xuất cung của nhà Vua hoặc tại các cuộc diễu binh. "Chwita" ở đây theo chữ Hán có nghĩa là "xúy đả", tức là "thổi" và "đánh", thể hiện rằng nhạc phẩm được diễn tấu bằng nhạc khí hơi và nhạc cụ gõ gồm kèn, sáo (hơi) và trống (gõ) trong các chuyến diễu hành, giống như ở Việt Nam có Nhã nhạc Cung đình Huế. Các loại nhạc khí dùng hơi và thuộc bộ gõ có tính cơ động cao là nhạc khí chủ yếu được chơi trong các cuộc diễu hành.
Quân nhạc Chwita có rất nhiều nhạc phẩm, và trong số đó, Daechwita (Đại xúy đả) là nhạc phẩm tiêu biểu nhất của dòng quân nhạc Chwita. Các loại nhạc khí hơi được dùng trong quân nhạc Chwita là kèn sò Nagak và kèn hiệu Nabal. Điểm đặc biệt ở đây là các nhạc khí hơi này đều cùng phát ra một tông âm thanh. Sự kết hợp của tiếng kèn bầu Taepyeongso (태평소) sẽ làm cho khúc quân nhạc Chwita thêm dồn dập, bi ai và hùng tráng.
Cấu tạo và ý nghĩa của cây kèn bầu Taepyeongso: Đa phần nhạc khí hơi truyền thống của Hàn Quốc được làm từ ống tre hoặc trúc. Thế nhưng kèn bầu Taepyeongso lại có ống thổi được làm bằng chất liệu gỗ cứng như cây hồng táo hoặc cây liễu khoét bỏ phần ruột. Ở phần đầu ngậm để thổi, còn gọi là dăm kèn, người ta gắn một màng mỏng gọi là "Seo" được làm bằng thân cây lau sậy để tạo âm thanh cho cây kèn. Ở đầu còn lại, người ta gắn một cái bầu làm bằng kim loại có hình dạng giống như cái phễu, gọi là Dongpallang (Đồng bát lang), để âm thanh của cây kèn có thể vang xa. Trong số các nhạc khí hơi truyền thống của Hàn Quốc, kèn bầu Taepyeongso là loại nhạc khí có âm lượng lớn nhất và mang lại cảm giác bi lụy, rợn người khiến nhạc cụ này trở thành loại nhạc khí không thể thiếu trong các dàn quân nhạc, lễ diễu hành và các buổi biểu diễn nghệ thuật ngoài trời và đám tang. Âm nhạc tế lễ Tông Miếu Jongmyo Jeryeak là loại hình âm nhạc được trình diễn trong các nghi thức quan trọng của cung đình. Nhạc tế lễ Tông Miếu có hai thể loại. Một là Botaepyeong (Bảo thái bình) ca ngợi công đức và học vấn, hai là Jeongdaeeop (Chính đại nghiệp) ca ngợi chiến công điều binh khiển tướng của các vị tiên đế. Đặc biệt là khi diễn tấu thể loại âm nhạc Jeongdaeeop, cây kèn bầu Taepyeongso có tác dụng mang lại bầu không khí hùng tráng cho nghi lễ. Chữ "Taepyeong" trong tên gọi của cây kèn "Taepyeongso" có nghĩa là "thái bình" trong từ "Thái bình thịnh trị" hay từ "Thiên hạ thái bình", thể hiện nguyện vọng quốc thái dân an của người dân qua từng âm điệu của cây kèn bầu Taepyeongso. Trong nông nhạc truyền thống của Hàn Quốc, cây kèn bầu Taepyeongso cũng có một vai trò vô cùng quan trọng, đặc biệt là khi thể hiện nhịp điệu Neungge & được tấu trong tang lễ người quá cố. Lòng người ở đâu dường như cũng giống nhau. Để đưa tiễn người vừa kết thúc cõi dương tới một thế giới khác, người ta cũng thổi kèn bầu Taepyeongso để cầu nguyện bình an cho người ra đi.
Kèn bầu Taepyeongso còn có tên gọi là Hojeok (Hồ địch) vì được du nhập vào Hàn Quốc từ Mông Cổ. Cây kèn này còn được gọi là "Soenap" theo kiểu phát âm của Hàn Quốc, là "Surna" ở vùng Trung Á, là "Shanai" ở vùng Bắc Ấn, và là "Xô-na" ở Trung Quốc. Có khi, Taepyeongso còn được gọi là "Nallari" theo âm sắc đặc trưng của nó. Truyền rằng kèn bầu Taepyeongso vốn là nhạc khí được chế tác ở vùng Tây Á và được du nhập vào Hàn Quốc từ Mông Cổ vào cuối triều đại Goryeo theo con đường tơ lụa.

### Saenap (Bắc Triều Tiên)
Năm 1970, người Bắc Triều Tiên đã cải tiến loại kèn bầu Taepyeongso thành kèn Jangsaenap (장새납) có thân kèn dài và nhiều lỗ hơi hơn. Khi chơi kèn Jangsaenap, người nghệ sĩ không dùng ngón tay bịt lỗ hơi mà dùng dụng cụ ấn gọi là Nureugae (누르개) nên cách chơi cũng dễ hơn và thể hiện được đa dạng âm điệu hơn. Đây là sự kết hợp giữa kèn ô-boa phương Tây và kèn bầu Taepyeongso.

### Toả nột (Trung Quốc)

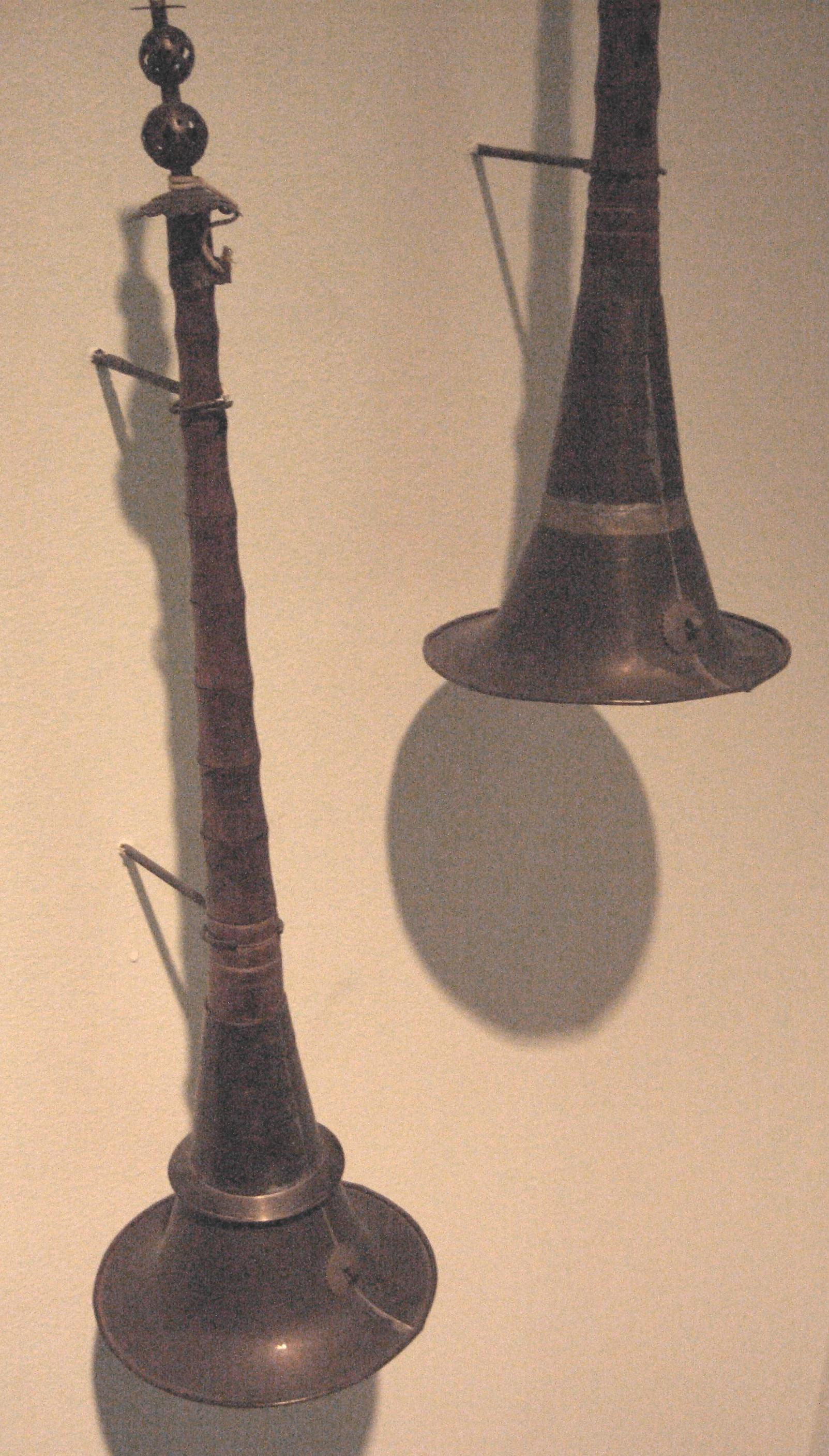
Kèn toả nột bằng đồng ở một bảo tàng ở Bắc Kinh

Kèn toả nột âm sắc sáng, âm lượng khá lớn, phía trên có lỗ âm, khống chế cao độ của âm bằng cách ấn các ngón tay trái và tay phải. Đầu trên của nó có lắp một cái ống đồng giống với cái còi, đầu dưới gắn một vành loa làm bằng đồng, kèn toả nột diễn tấu bằng cách dùng môi khống chế còi để điều chỉnh sự thay đổi về âm lượng, cao độ của âm và âm sắc, và vận dụng các kỹ thuật, cho nên có thể khống chế được âm chuẩn khá là khó, nhưng đồng thời âm sắc âm lượng của nó khá lớn, do vậy kèn toả nột là một loại nhạc cụ có tính biểu cảm rất lớn. Một nghệ sỹ diễn tấu kèn toả nột giỏi cần phải có khả năng điều chỉnh còi rất tốt. Kèn toả nột thường được dùng diễn tấu trong các vở kinh kịch, dân ca Trung Quốc ở một số nơi và được dùng rộng rãi trong các hoạt động ngoài trời trong dân gian, như hiếu hỷ chúc tụng, lễ hội và tang ma. Ngày nay, kèn toả nột cũng được dùng trong nhạc thính phòng.
.

### Gyaling

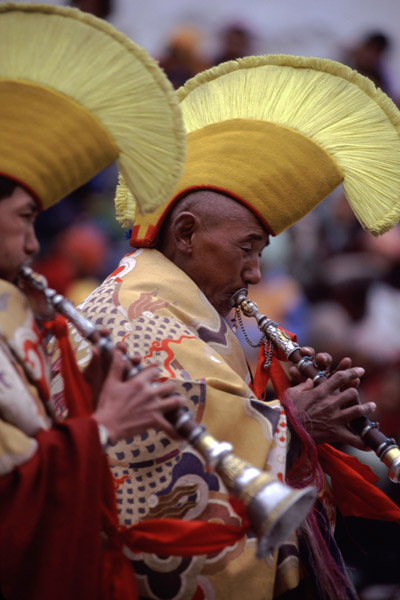
Các tu sĩ Tây Tạng thổi kèn gyaling

Kèn gyaling (chữ Tạng: རྒྱ་གླིང་།; Wylie: rgya gling, tiếng Anh: cũng gọi làgya ling, gya-ling, jahlin, jah-lin, jahling, jah-ling, rgya-gling) là một loại kèn bầu truyền thống bằng gỗ được sử dụng ở Tây Tạng. Như tên gọi của nó, nó là loại kèn dăm kép (giống như kèn toả nột Trung Quốc) được sử dụng chủ yếu trong các tu viện Tây Tạng trong lễ puja (tụng kinh và cầu nguyện) và được liên kết với các vị thần hòa bình và ý tưởng về lòng sùng kính. Loại kèn này chỉ được các tu sĩ của đạo Phật sử dụng.

### VùngOkinawa(Nhật Bản)
Kèn bầu toả nột Trung Quốc được truyền bá và du nhập vào Vương quốc Lưu Cầu năm 1653 cùng dòng nhạc cung đình Uzagaku (御座楽). Âm giai nhạc Uzagaku có nét tương đồng với âm nhạc vùng Tây Nguyên ở Việt Nam, nó chuyên được sử dụng cho các lễ hội Hoàng tộc nhằm mang lại cảm giác hào hứng, rộn ràng.

## Cấu tạo

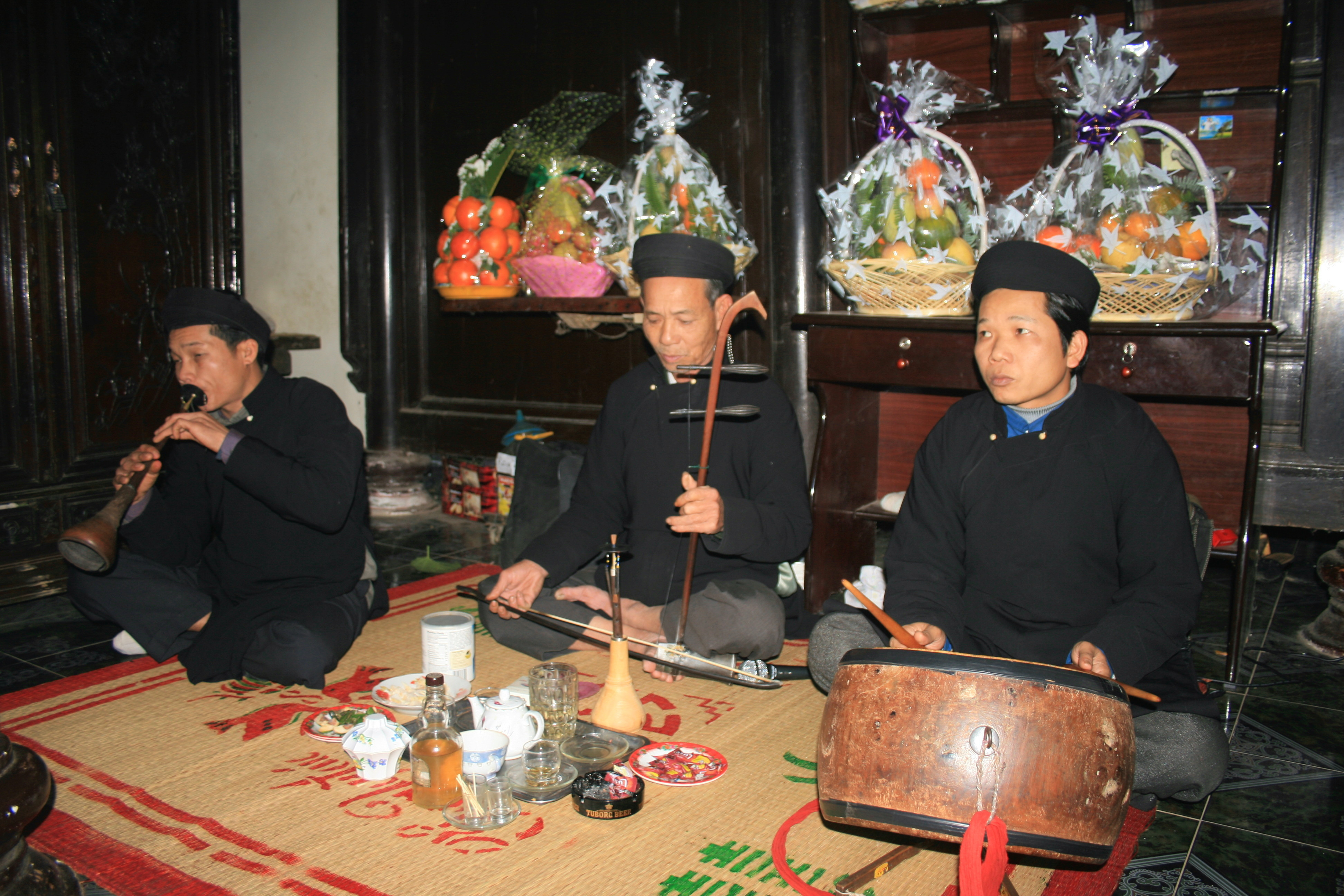
Kèn bầu (bên trái) phường bát âm trong một đám ma

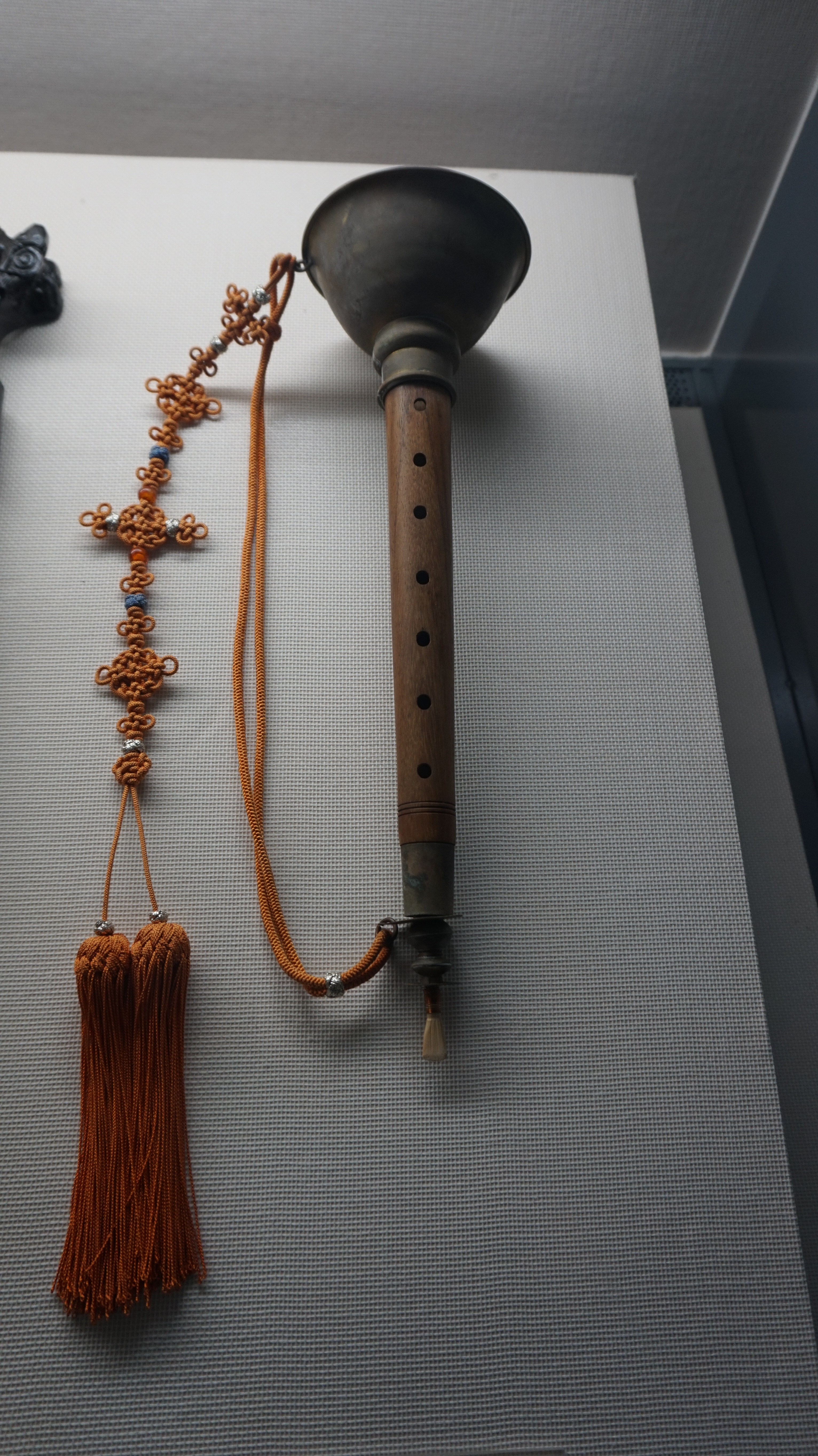
Kèn bầu taepyeongso của Triều Tiên dùng trong Nhã nhạc và tang lễ

Kèn Bầu Việt Nam có nhiều cỡ to, nhỏ khác nhau, chia làm ba loại:
- Loại âm cao: Kèn Tiểu, Kèn Vắt, Kèn Củn.
- Loại âm trung (sử dụng nhiều): Kèn Trung pha, Kèn Trung đục, Kèn Nàm.
- Loại âm trầm: Kèn Đại, Kèn Đại trường, Kèn Quá khổ.

Kèn bầu Trung Quốc (tỏa nột) chia làm các loại sau:
- Âm cao (cỡ nhỏ hay còn gọi là Truyền thống cao âm tỏa nột giản thể: 传统高音唢呐; phồn thể: 傳統高音嗩呐; bính âm: Chuántǒng gāoyīn suǒ nà): Thang âm Diatonic (D2-D3, A2-A3)
- Âm trung cận cao (cỡ vừa cải tiến hay còn gọi là Gia kiện cao âm tỏa nột giản thể: 加键高音唢呐; phồn thể: 加鍵高音嗩呐; bính âm: Jiā jiàn gāoyīn suǒnà): Thang âm Chromatic (D1-F3)
- Âm trung (cỡ vừa - loại cải tiến hay còn gọi là Gia kiện thứ trung âm tỏa nột giản thể: 加键次中音唢呐; phồn thể: 加鍵次中音嗩呐; bính âm: Jiā jiàn cì zhōng yīn suǒ nà): Thang âm Chromatic (E-F2). Phần thân giống với kèn Ô-boa, có 13 phím, mỗi phím bịt lên một lỗ
- Âm trầm (cỡ lớn - loại cải tiến hay còn gọi là Gia kiện đê âm tỏa nột giản thể: 加键低音唢呐; phồn thể: 加鍵低音嗩呐; bính âm: Jiā jiàn dīyīn suǒnà): Thang âm Chromatic (G-E1), thân kèn có cấu tạo gần giống với kèn cornet phương Tây.
- Âm cao (loại lớn hay còn gọi là Đại tỏa nột giản thể: 大唢呐; phồn thể: 大嗩呐; bính âm: Dà suǒ nà): Thang âm Diatonic (A1-A2), Thang âm ngũ cung (E1-A2)

Kèn bầu có 3 phần chính:
- Dăm và vong kèn: là loại dăm kép, làm bằng ống sậy mềm (hoặc có thể bằng nguyên liệu khác),phần trên vót mỏng, một đầu bóp bẹp, cuối dăm để tròn để cắm vào đầu một cái thắng (vong). Cái thắng là một ống bằng kim loại nối liền giữa dăm kèn với thân kèn. Dăm kèn là bộ phận quan trọng nhất của kèn: dăm cứng quá khó thổi những âm trầm, dăm mềm quá khó lên âm cao. Dăm không tốt sẽ ảnh hưởng màu âm.
- Thân kèn (suốt kèn): một ống rỗng lòng, dài từ 25 đến 30 cm, đường kính 2 đầu ống khác nhau vì có cấu tạo ống thuôn to dần. Trên lưng ống có 7 lỗ bấm và 1 lỗ nằm dưới thân ống nơi gần đầu ống do ngón cái đảm nhiệm. Các lỗ bấm của Kèn Bầu được khoét với khoảng cách đều nhau để có thể phát ra các âm theo thang âm 7 cung chia đều. Thông thường người ta chỉ sử dụng 7 lỗ bấm ở trên lưng ống, lỗ phía dưới thân ống chỉ được dùng cân tạo âm cao ở quãng tám.
- Loa kèn (Bát kèn): làm bằng vỏ bầu khô (nên còn gọi là Kèn Bầu), hình chóp cụt, cũng có thể bằng gỗ cuốn đồng lá, cao từ 15 đến 17 cm, đường kính đáy từ 10 đến 12 cm. Ở Trung Quốc, người ta gắn một cái bầu (bát kèn) làm bằng kim loại có hình dạng giống như cái phễu, gọi là Đồng bát lang (giản thể: 铜八郞; phồn thể: 銅八郞; bính âm: Tóng bā láng), để âm thanh của cây kèn có thể vang xa.

## Màu âm, Tầm âm
Âm thanh kèn Bầu khỏe, vang, hơi chói tai (ở âm cao) thích hợp nhạc điệu mạnh, chân thực, đồng thời có khả năng thể hiện tình cảm, đôi khi ảm đạm và có màu bi thảm. Muốn thay đổi màu âm có thể dùng bộ phận hãm tiếng, âm thanh sẽ giảm đi nhưng có phần mờ đục.

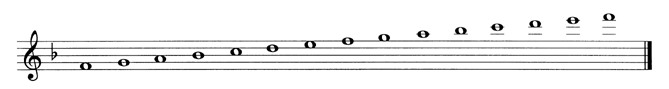
Âm giai của kèn

Tầm âm Kèn Loa (Fa) rộng hai quãng tám: từ Fa1 đến Fa3 (f1 đến f3)
Khoảng âm dưới: âm thanh hơi rè, diễn tả tình cảm bi thiết.
Khoảng âm giữa: âm thanh vang, trong sáng, hùng mạnh.
Khoảng âm cao: âm thanh sắc nhọn, chói chang.